# Rimae Arzachel
Le Rimae Arzachel sono una struttura geologica della superficie della Luna.